# Dreißig

Rhombentriakontaeder ein Körper mit 30 Flächen

Die Dreißig (30) ist die natürliche Zahl zwischen neunundzwanzig und einunddreißig. Sie ist gerade und die kleinste sphenische Zahl. Sie ist die Summe der ersten vier Quadratzahlen, 12 + 22 + 32 + 42.

## Sprachliches
Das Wort dreißig bildete sich aus ahd. drīzuc, da sich das germanische t nach Vokal zu einem s-Laut wandelte, verschwand das z zugunsten des ß.
Das lateinische triginta und das griechische τριάκοντα (triakonta) kommen gelegentlich in Fremd- bzw. Fachwörtern wie Trigintillion oder Triakontan vor.

## Geschichte und Gesellschaft
- Die Herrschaft der Dreißig war eine Terrorherrschaft von 30 Oligarchen in Athen (404/403 v. Chr.)
- Die Triginta tyranni (Dreißig Tyrannen) waren eine Gruppe der Soldatenkaiser, die in der Historia Augusta in Kurzbiographien dargestellt ist.
- Ein verheerendes geschichtliches Ereignis im Europa der frühen Neuzeit war der Dreißigjährige Krieg.
- Dreißiger nannte man die politischen Flüchtlinge des Freiheitskampfes in den 1830er Jahren in Deutschland.
- Der Dreißigste ist ein Begriff aus dem bundesdeutschen Erbrecht: 30 Tage lang nach dem Erbfall muss ein Erbe bestimmten Familienangehörigen des Erblassers weiter Unterhalt gewähren.
- Das dreißigste Jahr ist ein Erzählungszyklus von Ingeborg Bachmann (1961).
- "Trizesismen" waren eine württembergische Dreißigstel-Steuer

## Sonstige Bedeutungen
- Die Monate April, Juni, September und November haben 30 Tage.
- Wenn man die exakte Länge eines Erdjahrs durch zwölf teilt, ist 30 die nächste natürliche Zahl zum Ergebnis. Damit hat ein Monat durchschnittlich 30 Tage, selbst wenn die meisten Monate 31 Tage haben.[1]
- 30 ist die Ordnungszahl von Zink im Periodensystem.
- 30 ist die molare Masse von Formaldehyd in g/mol.
- In Binärcode wird 30 als 11110 geschrieben.
- Eine erwachsene Hauskatze hat 30 Zähne.[2]
- Die Telefonvorwahl von Griechenland ist +30.
- 30 ist das ungefähre Medianalter von Menschen weltweit.
- 30 Sekunden sind eine halbe Minute und 30 Minuten sind eine halbe Stunde.